# Uruguaysuchus
Uruguaysuchus is een geslacht van uitgestorven Crocodylomorpha uit de Guichón-formatie uit het Laat-Krijt van Uruguay. Het was verwant aan Simosuchus en Malawisuchus. Het was klein tot middelgroot en bereikte een geschatte lengte van honderdtwintig centimeter.
In 1932 vond de agronoom Jorge Aznárez bij het slaan van een waterput bij Guichón fossielen van een kleine krokodilachtige. Die zond hij naar de paleontoloog Lucas Kraglievich die kort daarop overleed. Diens weduwe stuurde de resten daarop door naar zijn collega Rusconi.
De typesoort Uruguaysuchus Aznarezi werd in 1933 benoemd en in detail beschreven door Carlos Rusconi. De geslachtnaam verwijst naar Uruguay. Het holotype heeft geen gepubliceerd inventarisnummer want is nog steeds in handen van de Colección Aznárez. Het bestaat uit een skelet met schedel. Later zijn meerdere skeletten aan de soort toegewezen. Een tweede soort is Uruguaysuchus terrai.
Zulma Gasparini bestudeerde in 1971 het materiaal opnieuw. In 2011 meldde Matias Soto van dezelfde locatie het nieuwe specimen FC-DPV 2320. Soto concludeerde dat U. terrai een jonger synoniem is van U. aznarezi.
Het holotype van U. aznarezi is vrij klein, een voet lang met een korte spitse kop. Het betreft echter een jong dier. Hij staat hoog op de poten. De voorste tanden zijn dolkvormig, de achterste kleiner en bladvormig.
Gasparini plaatste het geslacht in de Uruguaysuchidae.